# I evighet
"I evighet" ("Para a eternidade") foi a canção que representou a Noruega no Festival Eurovisão da Canção 1996 que se desenrolou em Oslo, Noruega (ou seja jogava em casa) em 18 de maio de 1996.
A referida canção foi interpretada em norueguês por Elisabeth Andreassen. Foi a décima-segunda canção a ser interpretada na noite do festival, a seguir à canção estoniana "Kaelakee hääl", cantada por Maarja-Liis Ilus e Ivo Linna e antes da canção francesa "Diwanit Bugale", interpretada por Dan Ar Braz e L'Héritage des Celtes. A canção da Noruega terminou em segundo lugar, tendo recebido um total de 114 pontos. No ano seguinte, em 1997, a Noruega, foi representada por Tor Endresen que interpretou a canção "San Francisco"

## Autores
- Letrista: Torhild Nigar
- Compositor: Torhild Nigar
- Orquestrador: Frode Thingnæs

## Letra
A canção é uma balada, com Andreassen cantando sobre a natureza eterna do amor. Ela canta que é uma constante no mundo, apesar dos dias e anos em que está em crise.

## Outras versões
- "I evighet" (sueco)
- "Eternity" (em inglês)
- "Wir sind dabei", esta canção surgiu em 1998 no âmbito das comemorações dos 100 anos da federação alemã dos desportos. A letra foi reescrita para dar ênfase aos aspetos positivos do desporto (não falando do amor), tendo sido utilizado como canção oficial
- remistura instumental da canção (1998)
- versão karaoke